# Lipník (Prievidza)
Lipník es un municipio del distrito de Prievidza en la región de Trenčín, Eslovaquia, con una población estimada a final del año 2024 de 595 habitantes.
Se encuentra ubicado al este de la región, cerca del río Nitra (cuenca hidrográfica del Danubio) y de la frontera con las regiones de Banská Bystrica y Žilina.

## Demografía
| Año        | 1994 | 2004    | 2014    | 2024     |
| ---------- | ---- | ------- | ------- | -------- |
| Población  | 486  | 477     | 511     | 595      |
| Diferencia |      | −1,85 % | +7,12 % | +16,43 % |

| Año        | 2023 | 2024    |
| ---------- | ---- | ------- |
| Población  | 597  | 595     |
| Diferencia |      | −0,33 % |